# Narcissus bulbocodium
Криноліновий нарцис, нарцис брандушковий (Narcissus bulbocodium) — вид рослини родини амарилісові.

## Назва
В англійській мові має назву «Криноліновий нарцис» (англ. hoop-petticoat daffodil) від форми квітки, що нагадує кринолін. Назва bulbocodium означає «волохата цибулина».

## Будова
Мініатюрний нарцис висотою 10–15 см. Має найменші цибулинки (12 мм в діаметрі) серед роду нарцис. Трубчастий віночок значно більший за пелюстки оцвітини.

## Поширення та середовище існування
Зростає у Іспанії, Португалії, Південному-заході Франції, Півночі Африки на болотистих місцевостях.

## Практичне використання
Вирощується як декоративна рослина.

## Галерея

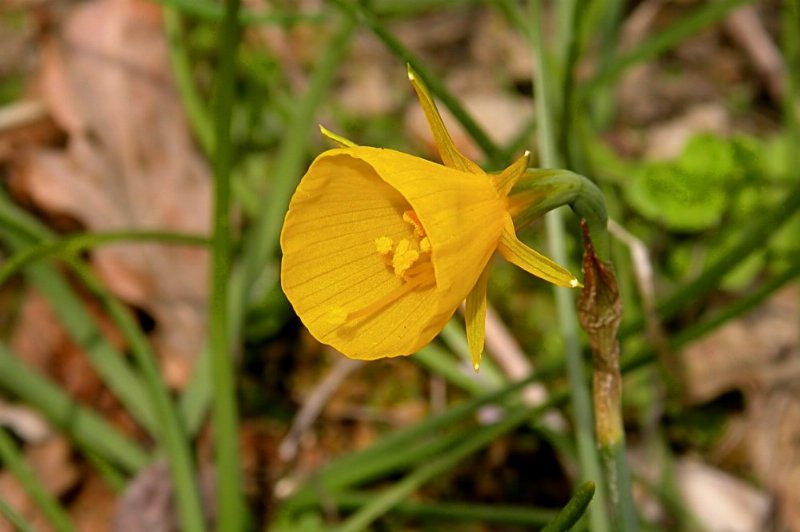
Квітка
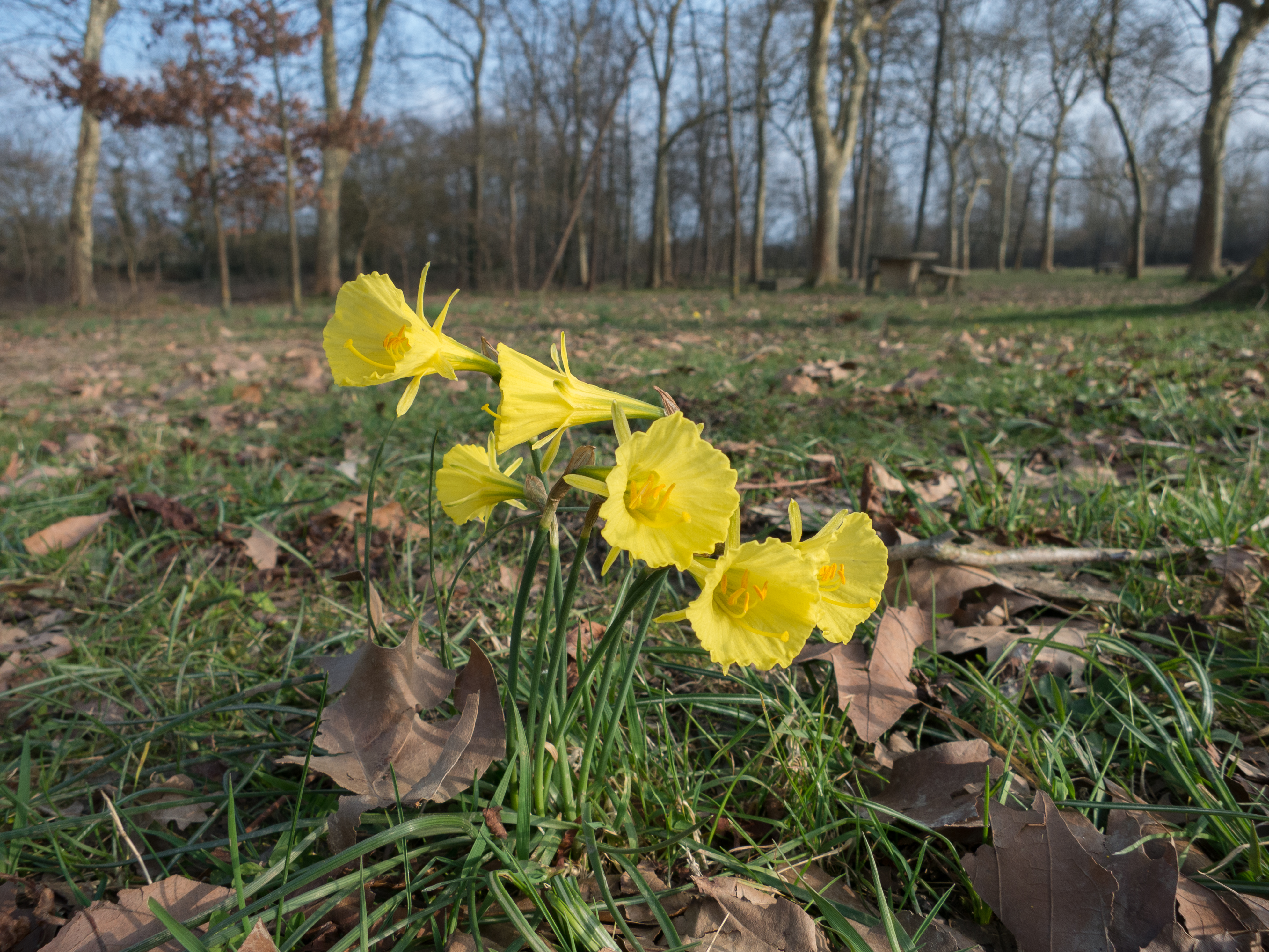
Група нарцисів
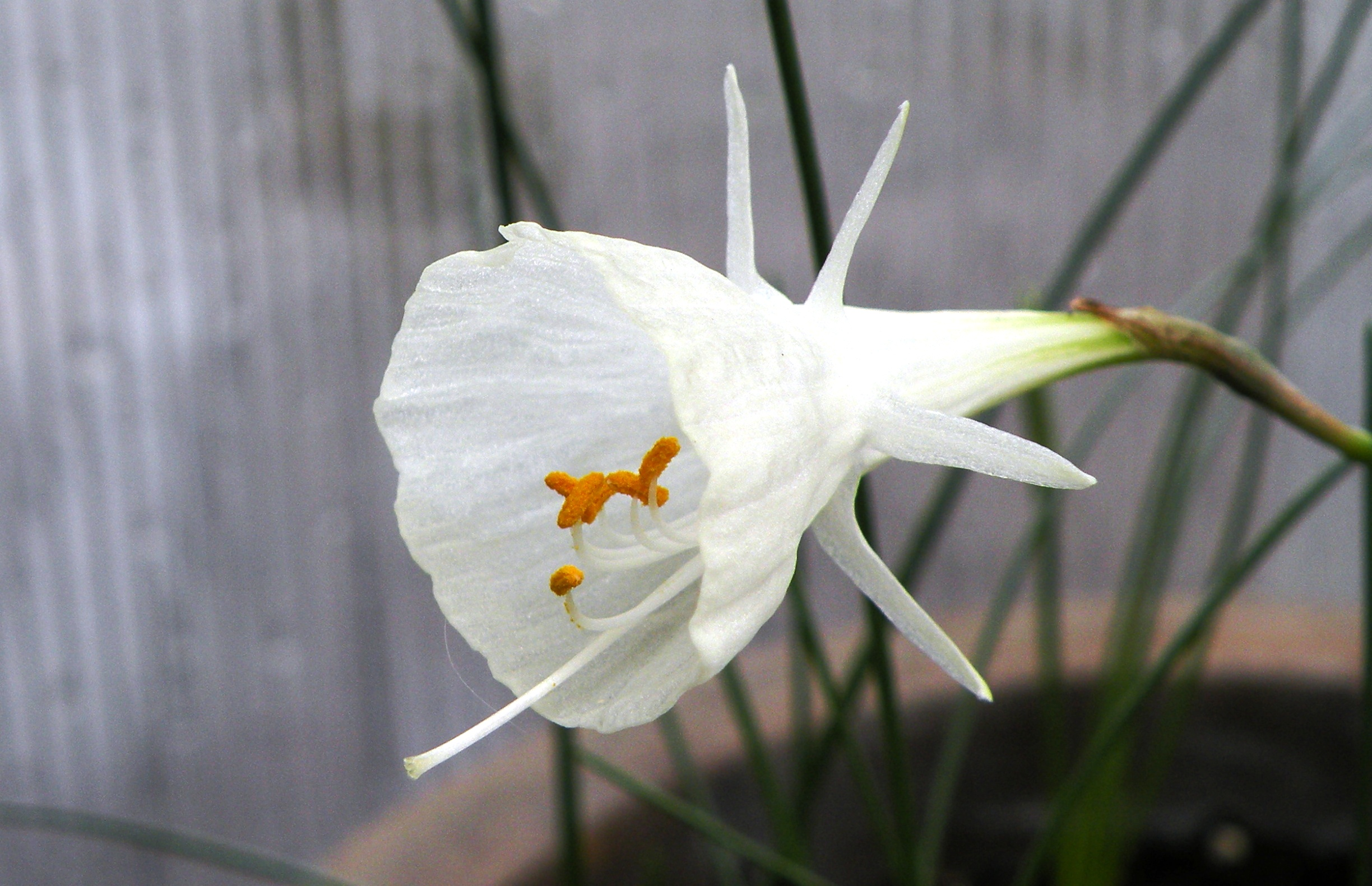
Білий сорт